# Покровський собор (Харків)
Собор Покрови Пресвятої Богородиці — парафіяльний православний храм в Харкові, Харківської єпархії Української православної церкви Московського патріархату, в ім'я Покрова Пресвятої Богородиці. Сьогодні він у складі Покровського монастиря.
Собор — є єдиним фрагментом забудови Харківської фортеці XVII ст., який дійшов до наших часів.

## Історія
Кам'яна будівля Покровського собору була побудована козаками за межами тодішніх кордонів фортеці, поблизу її північної стіни, в 1689-му замість дерев'яної Покровської церкви (відомої ще з 1659 року). У тому ж 1689 р. храм освячений митрополитом Авраамом.

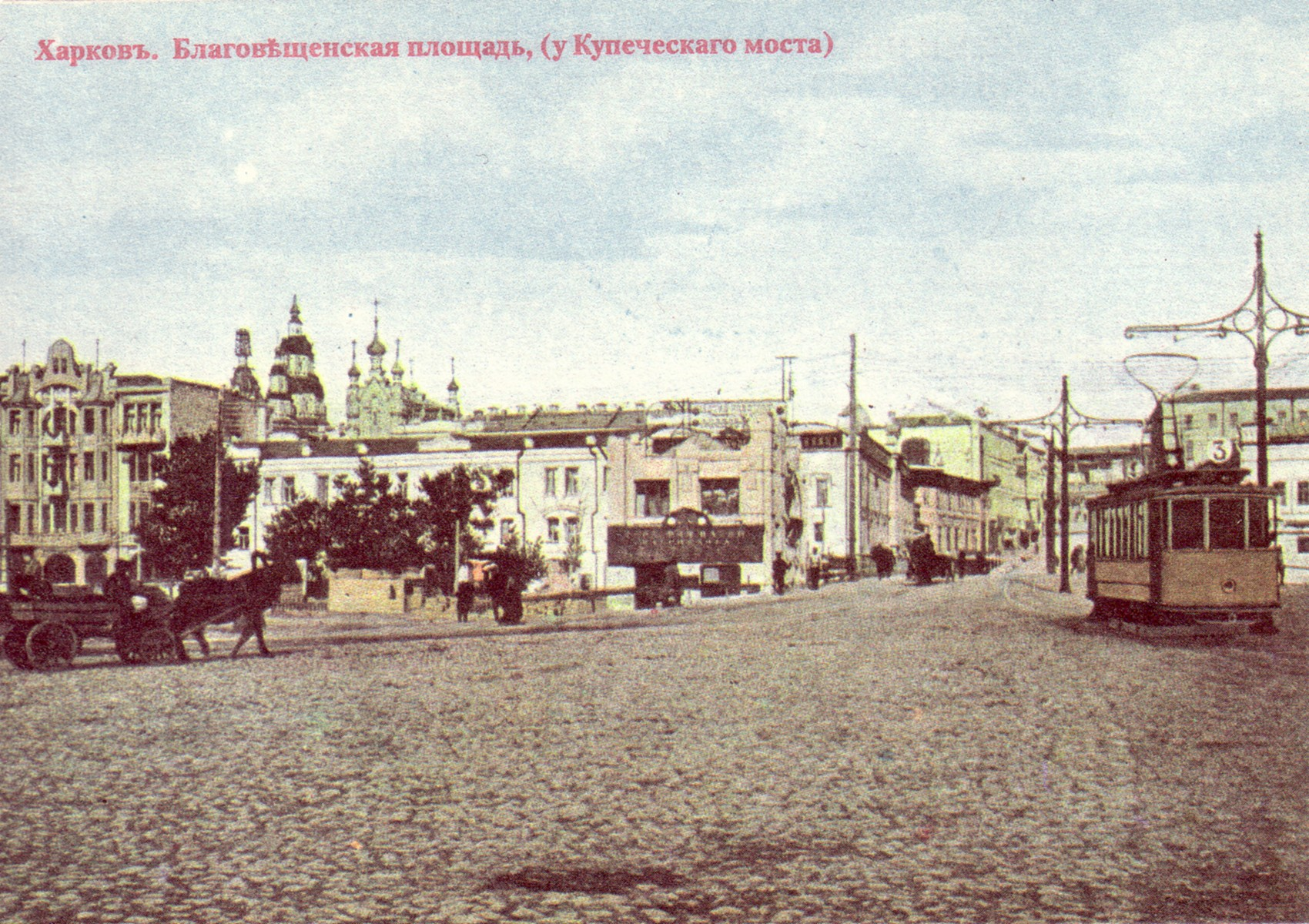
Вигляд через Купецький міст і Купецький узвіз на Покровський собор (ліворуч). 1900-ті

У 1726 у з ініціативи єпископа Білгородського Єпіфанія Тихорського і генерал-губернатора Слобідської України князя Михайла Голіцина був заснований Свято-Покровський чоловічий училищний монастир з харківським колегіумом першим вищим навчальним закладом на Лівобережжі. Покровська церква при цьому з 1729 а стала монастирською і коллегіумською. Храм відремонтували, прикрасили і забезпечили церковним начинням.
У 1732-му на дзвіниці встановили дзвін вагою 1,6 тонни.
У 1799–1846 Покровський собор був кафедральним собором Харкова.
Протягом XIX і початку XX століття в церкві велися роботи з його прикрашання ремонту та благоустрою.
У 1920-ті собор був закритий і незабаром став руйнуватися.
У 1950-х була зроблена спроба його косметичного ремонту, а в наступне десятиліття було розроблено проєкт реставрації храму в первинному вигляді — з галереєю між церквою і дзвіницею. Була розібрана трапезна між церквою і дзвіницею, а також переходу до Архієрейського дому і Озерянської церкви, проте після цього реконструкція призупинилася, і собор простояв у риштуваннях до перебудови.
У 1992 році храм разом з архітектурним комплексом Свято-Покровського монастиря передали Українській православній церкві Московського патріархату.
Покровський собор разом з Благовіщенським та Успенським собором складають легендарний золотий трикутник соборів..

## Опис
Покровський собор — цінна пам'ятка української архітектури другої половини XVII століття.
Архітектура цього храму має свої витоки у народному зодчестві України. На думку фахівців, Покровський собор майже повністю повторює українську дерев'яну тридільну церкву, і є синтезом ідей й конструкцій дерев'яного зодчества та кам'яної архітектури.
Надзвичайно легкий і стрункий, здалека собор нагадує три свічки, які стоять у ряд. Три його вежі розділені від самої землі, звужуються догори та гармонійно об'єднані у єдине ціле. До центральної восьмикутної вежі (8,5х10 м) зі сходу примикає п'ятигранний вівтар (4х6 м), а із заходу — бабинець (6х5 м). Висота середньої, найвищої частини, від землі до хреста становить 45 м.
Собор побудовано у два поверхи: знизу — зимній, теплий, храм, зверху — літній, холодний. Верхня церква майже цілком повторює нижню. Перший ярус оточено відкритою аркадою, на якій на рівні підлоги верхнього храму побудовано обхід-гульбище. Фасади собору багато прикрашені налічниками, напівколонами, карнизами. Монументальному вигляду храму відповідає вишукана краса та стрункість інтер'єру.

## Враження
Видатний дослідник українського зодчества Г. М. Лонгвин так висловився про Покровський собор:
«Немає в українській кам'яній архітектурі іншої такої будівлі, де би прийом висотного розкриття внутрішнього простору було здійснено з таким блиском.»